# Boundary Bay Brewing Company
Boundary Bay Brewing Company je malý pivovar s hospodou ve městě Bellingham v americkém státě Washington. Byl založen roku 1995 Edem Bennettem a od té doby vyhrál již několik domácích i mezinárodních zahraničních pivních soutěží. Své jméno nese po Hraničním zálivu, který leží jak v amerických, tak v kanadských vodách. V době prohibice právě tímto zálivem pronikali do Spojených států pašeráci rumu a ostatních lihovin.
V roce 2008 byl pivovar vyhlášen časopisem The New Brewer, který vydává Asociace amerických pivovarů, největší pivovarní hospodou v celých Spojených státech v počtu prodaných sudů piva.